# Nat Faxon
Nathaniel Faxon (Boston, Massachusetts, 11 de outubro de 1975) é um ator, dublador, humorista e roteirista norte-americano. Como reconhecimento, venceu, no Oscar 2012, a categoria de Melhor Roteiro Adaptado por The Descendants.